# Оксфорд (Меріленд)
Оксфорд (англ. Oxford) — місто (англ. town) в США, в окрузі Талбот штату Меріленд. Населення — 611 особа (2020).

## Географія
Оксфорд розташований за координатами 38°41′7″ пн. ш. 76°10′17″ зх. д. / 38.68528° пн. ш. 76.17139° зх. д. (38.685269, -76.171481).  За даними Бюро перепису населення США в 2010 році місто мало площу 2,14 км², з яких 1,39 км² — суходіл та 0,75 км² — водойми.

## Демографія
Згідно з переписом 2010 року, у місті мешкала 651 особа в 338 домогосподарствах у складі 202 родин. Густота населення становила 304 особи/км².  Було 574 помешкання (268/км²).
Расовий склад населення:
| - 91,9 % — білих - 5,4 % — чорних або афроамериканців - 0,6 % — азіатів |

До двох чи більше рас належало 2,2 %. Частка іспаномовних становила 0,5 % від усіх жителів.
За віковим діапазоном населення розподілялося таким чином: 8,1 % — особи молодші 18 років, 52,7 % — особи у віці 18—64 років, 39,2 % — особи у віці 65 років та старші. Медіана віку мешканця становила 61,1 року. На 100 осіб жіночої статі у місті припадало 99,1 чоловіків;  на 100 жінок у віці від 18 років та старших — 96,1 чоловіків також старших 18 років.
Середній дохід на одне домашнє господарство  становив 133 962 долари США (медіана — 85 156), а середній дохід на одну сім'ю — 179 216 доларів (медіана — 144 250). Медіана доходів становила 140 625 доларів для чоловіків та 70 982 долари для жінок. За межею бідності перебувало 1,7 % осіб, у тому числі 0,0 % дітей у віці до 18 років та 0,0 % осіб у віці 65 років та старших.
Цивільне працевлаштоване населення становило 204 особи. Основні галузі зайнятості: освіта, охорона здоров'я та соціальна допомога — 26,0 %, науковці, спеціалісти, менеджери — 24,5 %, виробництво — 8,8 %, фінанси, страхування та нерухомість — 8,8 %.